# West Pleasant View
West Pleasant View es un lugar designado por el censo ubicado en el condado de Jefferson en el estado estadounidense de Colorado. En el año 2000 tenía una población de 3932 habitantes y una densidad poblacional de 1.008,2 personas por km².

## Geografía
West Pleasant View se encuentra ubicada en las coordenadas 39°43′58″N 105°10′44″O / 39.73278, -105.17889.

## Demografía
Según la Oficina del Censo en 2000 los ingresos medios por hogar en la localidad eran de $40,160, y los ingresos medios por familia eran $45,000. Los hombres tenían unos ingresos medios de $35,929 frente a los $27,742 para las mujeres. La renta per cápita para la localidad era de $19,838. Alrededor del 10,1% de la población estaba por debajo del umbral de pobreza.

## Educación
West Pleasant View tiene la sede de las Escuelas Públicas del Condado Jefferson.